# Snooker-Saison 1985/86
Die Snooker-Saison 1985/86 war eine Reihe von Snookerturnieren, die der Snooker Main Tour angehörten. Sie begann im Juli 1985 und endete im Juni 1986. Während der Saison gab es 129 aktive Spieler auf der Tour.

## Turniere
Die folgende Tabelle zeigt die Saisonergebnisse:
| Datum                             | Turnier                              | Austragungsort | Art                   | Sieger               | Finalist               | Ergebnis |
| --------------------------------- | ------------------------------------ | -------------- | --------------------- | -------------------- | ---------------------- | -------- |
| Juli 1985                         | Carlsberg Challenge                  | Dublin         | Einladungsturnier     | Jimmy White          | Alex Higgins           | 8:3      |
| August 1985                       | Australian Masters                   | Sydney         | Einladungsturnier     | Tony Meo             | John Campbell          | 7:2      |
| August 1985                       | Canadian Professional Championship   | Toronto        | Non-Ranking           | Cliff Thorburn       | Bob Chaperon           | 6:4      |
| September 1985                    | Thailand Masters                     | Bangkok        | Non-Ranking           | Dennis Taylor        | Terry Griffiths        | 4:0      |
| September 1985                    | Singapore Masters                    | Singapur       | Einladungsturnier     | Steve Davis          | Terry Griffiths        | 4:2      |
| September 1985                    | Australian Professional Championship | Sydney         | Non-Ranking           | John Campbell        | Eddie Charlton         | 10:7     |
| 5. bis 8. September 1985          | Hong Kong Masters                    | Hongkong       | Einladungsturnier     | Terry Griffiths      | Steve Davis            | 4:2      |
| 19. bis 22. September 1985        | Scottish Masters                     | Glasgow        | Einladungsturnier     | Cliff Thorburn       | Willie Thorne          | 9:7      |
| 22. September bis 6. Oktober 1985 | Matchroom Trophy                     | Stoke          | Weltranglistenturnier | Cliff Thorburn       | Jimmy White            | 12:10    |
| 19. bis 27. Oktober 1985          | Grand Prix                           | Reading        | Weltranglistenturnier | Steve Davis          | Dennis Taylor          | 10:9     |
| 29. Oktober bis 2. November 1985  | Canadian Masters                     | Toronto        | Einladungsturnier     | Dennis Taylor        | Steve Davis            | 9:5      |
| 15. November bis 1. Dezember 1985 | UK Championship                      | Preston        | Weltranglistenturnier | Steve Davis          | Willie Thorne          | 16:14    |
| 4. bis 15. Dezember 1985          | World Doubles Championship           | Northampton    | Einladungsturnier     | Steve Davis Tony Meo | Ray Reardon Tony Jones | 12:5     |
| 17. bis 20. Dezember 1985         | KitKat Break for World Champions     | Nottingham     | Einladungsturnier     | Dennis Taylor        | Steve Davis            | 9:5      |
| 19. und 20. Dezember 1985         | Pot Black                            | Birmingham     | Einladungsturnier     | Doug Mountjoy        | Jimmy White            | 2:0      |
| 3. bis 12. Januar 1986            | Classic                              | Warrington     | Weltranglistenturnier | Jimmy White          | Cliff Thorburn         | 13:12    |
| 14. bis 17. Januar 1986           | Belgian Classic                      | Ostende        | Einladungsturnier     | Terry Griffiths      | Kirk Stevens           | 9:7      |
| 26. Januar bis 2. Februar 1986    | Masters                              | London         | Einladungsturnier     | Cliff Thorburn       | Jimmy White            | 9:5      |
| 4. bis 9. Februar 1986            | English Professional Championship    | Ipswich        | Non-Ranking           | Tony Meo             | Neal Foulds            | 9:7      |
| 11. bis 15. Februar 1986          | Welsh Professional Championship      | Abertillery    | Non-Ranking           | Terry Griffiths      | Doug Mountjoy          | 9:3      |
| 16. Februar bis 2. März 1986      | British Open                         | Derby          | Weltranglistenturnier | Steve Davis          | Willie Thorne          | 12:7     |
| 19. bis 23. März 1986             | World Cup                            | Bournemouth    | Einladungsturnier     | / Team All Ireland A | Team Kanada            | 9:7      |
| April 1986                        | Scottish Professional Championship   | Edinburgh      | Non-Ranking           | Stephen Hendry       | Matt Gibson            | 10:5     |
| 8. bis 13. April 1986             | Irish Masters                        | Kill           | Einladungsturnier     | Jimmy White          | Willie Thorne          | 9:5      |
| 19. April bis 5. Mai 1986         | Snookerweltmeisterschaft             | Sheffield      | Weltranglistenturnier | Joe Johnson          | Steve Davis            | 18:12    |
| 9. bis 13. Mai 1986               | Irish Professional Championship      | Non-Ranking    | Belfast               | Dennis Taylor        | Alex Higgins           | 10:7     |
| Juni 1986                         | Pontins Professional                 | Prestatyn      | Non-Ranking           | Terry Griffiths      | Willie Thorne          | 9:6      |

## Weltrangliste
Die Snookerweltrangliste 1985/86 wurde aus den Ergebnissen der Weltranglistenturnieren errechnet. Gezeigt werden die besten 16 Spieler.
| Nr. | Name              | Veränderung |
| --- | ----------------- | ----------- |
| 1   | Steve Davis       | ▬           |
| 2   | Cliff Thorburn    | ▲ 1         |
| 3   | Tony Knowles      | ▼ 1         |
| 4   | Dennis Taylor     | ▲ 7         |
| 5   | Kirk Stevens      | ▼ 1         |
| 6   | Ray Reardon       | ▼ 1         |
| 7   | Jimmy White       | ▬           |
| 8   | Terry Griffiths   | ▬           |
| 9   | Alex Higgins      | ▬           |
| 10  | Tony Meo          | ▬           |
| 11  | Willie Thorne     | ▲ 1         |
| 12  | Eddie Charlton    | ▼ 6         |
| 13  | Silvino Francisco | ▲ 4         |
| 14  | David Taylor      | ▲ 2         |
| 15  | Doug Mountjoy     | ▬           |
| 16  | Joe Johnson       | ▲ 3         |